# If Stockholm Open 2014
If Stockholm Open 2014 byl tenisový turnaj pořádaný jako součást mužského okruhu ATP World Tour, který se hrál na krytých dvorcích s tvrdým povrchem v aréně Kungliga tennishallen. Konal se mezi 13. až 19. říjnem 2014 ve švédské metropoli Stockholmu jako 46. ročník turnaje.
Turnaj s rozpočtem 521 405 eur patřil do kategorie ATP World Tour 250. Nejvýše nasazeným hráčem ve dvouhře byl sedmý tenista světa Tomáš Berdych z České republiky, který ve finále zdolal bulharského obhájce titulu Grigora Dimitrova. Deblovou soutěž vyhrál americko-jihoafrický pár Eric Butorac a Raven Klaasen.

## Dvouhra

### Nasazení hráčů
| Země                         | Hráč                | ATP | Nasazení |
| ---------------------------- | ------------------- | --- | -------- |
| Česko                        | Tomáš Berdych       | 7.  | 1.       |
| Bulharsko                    | Grigor Dimitrov     | 10. | 2.       |
| Jižní Afrika                 | Kevin Anderson      | 16. | 3.       |
| Ukrajina                     | Alexandr Dolgopolov | 24. | 4.       |
| Argentina                    | Leonardo Mayer      | 25. | 5.       |
| Francie                      | Jérémy Chardy       | 32. | 6.       |
| Španělsko                    | Fernando Verdasco   | 34. | 7.       |
| Portugalsko                  | João Sousa          | 49. | 8.       |
| Žebříček ATP k 6. říjnu 2014 |                     |     |          |

### Jiné formy účasti na turnaji
Následující hráči obdrželi divokou kartu do hlavní soutěže:
- Markus Eriksson
- Benoît Paire
- Milos Raonic

Následující hráči postoupili z kvalifikace:
- Christian Lindell
- Patrik Rosenholm
- Elias Ymer

Následující hráči postoupili z kvalifikace:
- Matthias Bachinger
- Dustin Brown
- Marius Copil
- Pierre-Hugues Herbert

### Odhlášení
před začátkem turnaje
- Nick Kyrgios
- Lu Jan-sun
- Gaël Monfils
- Édouard Roger-Vasselin

## Čtyřhra

### Nasazení párů
| Země                                                                     | Hráč                 | Země         | Hráč             | ATP | Nasazení |
| ------------------------------------------------------------------------ | -------------------- | ------------ | ---------------- | --- | -------- |
| Nizozemsko                                                               | Jean-Julien Rojer    | Rumunsko     | Horia Tecău      | 37. | 1.       |
| Polsko                                                                   | Łukasz Kubot         | Švédsko      | Robert Lindstedt | 41. | 2.       |
| Spojené státy                                                            | Eric Butorac         | Jižní Afrika | Raven Klaasen    | 42. | 3.       |
| Kolumbie                                                                 | Juan Sebastián Cabal | Kolumbie     | Robert Farah     | 49. | 4.       |
| Žebříček ATP k 6. říjnu 2014; číslo je součtem postavení obou členů páru |                      |              |                  |     |          |

### Jiné formy účasti
Následující páry obdržely divokou kartu do hlavní soutěže:
- Dustin Brown /  Andreas Siljeström
- Johan Brunström /  Nicholas Monroe

## Přehled finále

### Mužská dvouhra
- Tomáš Berdych vs.  Grigor Dimitrov, 5–7, 6–4, 6–4

### Mužská čtyřhra
- Eric Butorac /  Raven Klaasen vs.  Treat Conrad Huey /  Jack Sock, 6–4, 6–3